# Herbita domingaria
Herbita domingaria är en fjärilsart som beskrevs av Paul Dognin 1924. Herbita domingaria ingår i släktet Herbita och familjen mätare. Inga underarter finns listade i Catalogue of Life.